# 에너미 테리토리: 퀘이크 워즈
《에너미 테리토리: 퀘이크 워즈》(Enemy Territory: Quake Wars)는 울펜슈타인: 에너미 테리토리의 차기작으로, 이드 소프트웨어의 게임이다. 제작은 스플래시 데미지가 맡았으며 게임 엔진은 둠3 엔진, id Tech 4를 변형한 Enemy Territory: QUAKE Wars (ETQW) 게임 엔진을 사용하였다.
SDK를 설치하면 게임 로직, 엔진 등을 제외한 소스 코드를 얻을 수 있다.
퀘이크에서 등장하는 외계인 스트로그와 GDF (지구방위군)과의 싸움을 담고있으며 배틀필드와 같은 직업별 팀워크 방식의 게임이며 원작 울펜슈타인: 에너미 테리토리
(Wolfenstein - Enemy Territory)에서 등장하지 않던 탈 것들이 등장한다.

## 특징
에너미 테리토리: 퀘이크 워즈에서는 XP라는 경험치와 비슷한 시스템이 존재 한다. 미션을 완료할 경우에 얻을 수 있으며 그의 대한 대가로 포상을 준다. 그러나 맵의 턴이 끝날 경우 모든 포상이 초기화 된다. 그리고 각 직업마다 미션이 존재하여 자기가 맡은 일을 수행할 수 있다. 또한 각 종족의 엔지니어들과 화력지원 직업들은 배치 시설물을 배치 할 수도 있다.

## 종족의 특징

### GDF (지구방위군)
스트로그군을 막으려는 인간 종족이다.
- 솔저

고폭탄 (High Explosive Plastic Bomb - HE 플라스틱 폭탄)을 설치할 수 있으나 해체하지 못한다. 그리고 GDF군중 제일 높은 체력과 다양한 무기를 가지고 있다.
- 메딕

팀을 소생시키며 메딕이 필드에 존재할 경우 아군의 체력이 올라간다. 보급품을 배치할 수 있으며 스트로그 군의 부활용 숙주를 없앨 수 있다.
- 엔지니어

팀의 차량의 수리를 맡으며 여러 배치물을 배치할 수 있다. 건설 미션에서 건설할 수 있으며 폭탄을 해체할 수 있으나 설치하지 못한다.
- 대인 포탑

적 보병만을 공격 하며 차량은 공격하지 않는다.
- 대차량 포탑

적 차량들을 공격 하며 적 보병은 공격하지 않는다.
- 요격포탑

적군의 화력 지원을 무력화시킨다.
- 필드옵스

지원 포탑을 배치할 수 있으며 총알을 아군에게 지원할 수 있다. 그리고 뱀파이어 폭격 신호탄으로 뱀파이어 폭격기를 요청하여 그 지역에 네이팜탄과 같은 폭탄을 투하한다.
- 곡사포

한번에 여러 발을 발사하며 유닛들 에게 효과적이다.
- 로켓 포대

중장갑 차량에게 효과적이며 6발의 로켓을 발사한다.
- 해머 미사일

가장 강력하며 모든 배치 시설물 등을 파괴할 수 있다.
- 코버드 옵스

적 유닛을 탐지 하기 위해 레이다를 배치하며 적 시설물을 해킹할 수 있다. 적 유닛을 해킹하여 변장할 수 있다.
- 허스키

4륜 오토바이와 비슷하며 1인만 탑승가능 하나 외부로 노출되어 적에게 공격당할 가능성이 높다.
- 아르마딜로

미국의 험비와 비슷하며 4인이 탑승 가능하며 1명의 사수, 1명의 운전수와 조수석, 그리고 차량의 뒷편에 탑승 가능하다.
- 트로얀 APC

5명이 탑승 가능하며 보병을 운송하는데 효율적이다. 무장은 운전수가 사용가능한 기관총, 사수가 사용가능한 1기의 대공 미사일을 가지고 있다.
- 타이탄 (전차)

GDF군 차량중 제일 강력하며 두꺼운 장갑을 가지고있다.
- 아난시 (비행기)

무장은 운전수가 사용가능한 LAW 미사일, 아난시 하단의 사수가 사용가능한 미니건으로 무장하고 있다. 이는 공격용으로 적합하게 설계되어있다.
- 범블비 (비행기)

아군 유닛을 수송하기에 적합하도록 설계되어있으며, 운전수는 미니건으로 무장하였고, 좌우측 미니건 사수와 각자의 개인 화기를 사용할 수 있는 사수로 5명이 탈 수 있다.
- MCP(이동식 기지)

GDF군의 이동식 기지 (Mobile Command Post)이며 가장 두꺼운 장갑을 가지고 있어 파괴는 되지 않으나 일정 데미지를 받으면 그자리에서 무력화되어 움직일 수 없으며 엔지니어가 수리하면 다시 원래 상태로 복구하여 다시 움직일 수 있다. 지정된 경로가 존재하며 그 경로를 벗어날 수 없다. 그리고 배치가 되면 SSM이라는 미사일을 발사하여 스트로그군의 시설물을 파괴할 수 있도록 길을 내준다.

### 스트로그(Strogg)
지구를 침략하려는 외계 종족이며 인간을 개조하여 자신들의 군대로 사용한다.
- 어그레서

스트로그군중 제일 강력한 보병이다. 솔저와 마찬가지로 고폭탄을 설치할 수 있다. 이들의 고폭탄은 HE 플라스틱 폭탄이 아닌 플라즈마 폭탄 (Plasma Bomb)라고 한다.
- 테크니션

아군 유닛을 소생할 수 있으나 GDF군보다 소생 속도가 느리며 완전 회복이 가능하고, 부활용 숙주를 만들 수 있다.
- 컨스트럭터

엔지니어와 마찬가지로 차량을 수리할 수 있으며 적이 설치한 HE 플라스틱 폭탄을 해체할 수 있다. 그리고 시설물을 배치할 수 있다. 시설물들은 GDF군과 비슷하다.
- 오프레서

화력지원을 배치할 수 있으며 바이올레이터 신호탄으로 우주로 신호를 보내 우주에서 쪼아지는 바이올레이터 레이저 빔으로 그 지역을 휩쓸어 버린다. 그리고 전술용 방어막을 생성시킬 수 있다.
- 인필트레이터

적 유닛을 감지하기 위해 정신감응 레이다를 배치하며 적군 시설물을 해킹하며 적을 해킹하여 변장할 수 있다.
- 이카루스

GDF군의 허스키처럼 1인 탑승용이지만 무장을 하였으며 날아다닐 수 있다. 어떤 유저들은 이를 이용하여 주요 건물 내로 들어가 적군의 방어를 흐트린다.
- 호그

2인탑승 차량이며 Shift키를 누르면 차량 앞쪽에 방어막이 생겨 적군 차량에 부딪히면 호그는 데미지를 입지 않고 적군 차량에게 큰 데미지를 입힌다.
- 토멘터 (비행기)

2인 탑승 차량이며 아난시와 별반 차이는 없다.
- 데시크레이터

호버 전차이며 공성 모드로 전환할 수 있다.
- 사이클롭스

제일 강력하며 모든 종족 중 제일 강력한 차량이다. 이동 속도는 느리다. 공성 모드로 전환할 수 있다.

## 에너미 테리토리: 퀘이크 워즈 온라인
홈페이지 운영과 제작은 드래곤 플라이가 맡았다. GDF 캐릭터들은 패키지 게임과 달리 동양적 외모를 가지고 있고, 스트로그의 얼굴이 달라졌다. 그리고 클로즈드 베타가 2010년 1월 8일부터 3일간 시행되었다. 그러나 드래곤 플라이 측에서 2012년 12월 7일(금): 게임/웹 서비스 종료를 하기로 결정했다.

## 평가
| 평가 |        |
| --- | ------ |
| 통합 점수 통합사 점수 게임랭킹스 84% [ 11 ] 메타크리틱 84/100 [ 12 ] 평론 점수 평론사 점수 유로게이머 8/10 [ 13 ] 게임프로 4.5/5 [ 14 ] 게임스팟 8.5/10 [ 15 ] IGN 8.5/10 [ 16 ] |        |
| 통합 점수 |        |
| 통합사 | 점수   |
| 게임랭킹스 | 84%    |
| 메타크리틱 | 84/100 |
| 평론 점수 |        |
| 평론사 | 점수   |
| 유로게이머 | 8/10   |
| 게임프로 | 4.5/5  |
| 게임스팟 | 8.5/10 |
| IGN | 8.5/10 |